# Episodi di Downton Abbey (seconda stagione)
La seconda stagione della serie televisiva Downton Abbey è stata trasmessa sul canale britannico ITV1 dal 18 settembre al 6 novembre 2011. È formata da otto episodi e uno speciale di novanta minuti andato in onda a Natale 2011.
In Italia, la stagione è stata trasmessa in prima visione su Rete 4 dal 2 dicembre al 26 dicembre 2012.
La stagione copre il periodo di tempo dalla battaglia della Somme nel novembre 1916 ad aprile 1919, mentre lo speciale natalizio è ambientato a dicembre 1919 e gennaio 1920.
Il cast principale di questa stagione è formato da Hugh Bonneville, Jessica Brown Findlay, Laura Carmichael, Jim Carter, Brendan Coyle, Michelle Dockery, Siobhan Finneran, Joanne Froggatt, Thomas Howes, Rob James-Collier, Phyllis Logan, Elizabeth McGovern, Sophie McShera, Lesley Nicol, Amy Nuttall, Maggie Smith, Dan Stevens, Penelope Wilton.
| nº       | Titolo originale           | Titolo italiano        | Prima TV UK       | Prima TV Italia  |
| -------- | -------------------------- | ---------------------- | ----------------- | ---------------- |
| 1        | Episode One                | Episodio uno           | 18 settembre 2011 | 2 dicembre 2012  |
| 2        | Episode Two                | Episodio due           | 25 settembre 2011 | 2 dicembre 2012  |
| 3        | Episode Three              | Episodio tre           | 2 ottobre 2011    | 9 dicembre 2012  |
| 4        | Episode Four               | Episodio quattro       | 9 ottobre 2011    | 9 dicembre 2012  |
| 5        | Episode Five               | Episodio cinque        | 16 ottobre 2011   | 16 dicembre 2012 |
| 6        | Episode Six                | Episodio sei           | 23 ottobre 2011   | 16 dicembre 2012 |
| 7        | Episode Seven              | Episodio sette         | 30 ottobre 2011   | 23 dicembre 2012 |
| 8        | Episode Eight              | Episodio otto          | 6 novembre 2011   | 23 dicembre 2012 |
| Speciale |                            |                        |                   |                  |
| –        | Christmas at Downton Abbey | Natale a Downton Abbey | 25 dicembre 2011  | 26 dicembre 2012 |

## Episodio uno
- Titolo originale: Episode One
- Diretto da: Ashley Pearce
- Scritto da: Julian Fellowes

### Trama
Novembre 1916. Durante la battaglia della Somme a Downton Abbey si tiene un concerto di beneficenza per aiutare l'ospedale. All'evento si presenta anche Matthew, in licenza dal fronte, insieme alla fidanzata Lavinia Swire e Mary ne rimane sgomenta. I due giovani si chiariscono nel corso della serata e poco prima che Matthew riparta per il fronte Mary gli affida il suo portafortuna.
Intanto Bates torna da Londra dopo il funerale della madre e informa Anna di voler chiedere il divorzio a Vera per poterla sposare; tuttavia pochi giorni dopo la signora Bates si presenta a Downton Abbey minacciando il marito di vendere alla stampa la verità sulla notte della morte di Kemal Pamuk, rovinando irrimediabilmente la reputazione di Lady Mary e della famiglia, e rivelando il ruolo della stessa Anna nella vicenda: messo alle strette, Bates si licenzia senza dare spiegazioni e se ne va con Vera. La signora Hughes, avendo origliato la conversazione tra Vera e Bates, la riferisce a Carson, che fa sapere a Robert che la partenza di Bates è stato un gesto generoso per salvare Downton dallo scandalo. 
Nel frattempo Sybil, ansiosa di poter essere d'aiuto alla causa militare, si reca a York per un corso di due mesi come infermiera ausiliaria e poco prima di lasciarla, Branson le dichiara i suoi sentimenti.
Infine Thomas, che si trova alla Somme insieme a Matthew, ormai allo stremo si fa sparare intenzionalmente a una mano per poter fare ritorno a casa.
- Ascolti UK: telespettatori 11 410 000[7]
- Ascolti Italia: telespettatori 1 233 000 - share 4,94%[8]

## Episodio due
- Titolo originale: Episode Two
- Diretto da: Ashley Pearce
- Scritto da: Julian Fellowes

### Trama
Aprile 1917. Mentre William viene chiamato all'addestramento ed Edith si offre di guidare il trattore per i Drake, una famiglia di contadini, Thomas fa ritorno in Inghilterra e comincia a lavorare in ospedale insieme a Lady Sybil, diventata infermiera.
Intanto Mary invita a cena Sir Richard Carlisle, un ricco uomo d'affari in campo editoriale, che non viene accolto al meglio dalla famiglia, soprattutto da Violet, che vorrebbe per la nipote un partito migliore. Incerta se accettare o meno la proposta di matrimonio dell'uomo, Mary chiede aiuto a Carson, che le consiglia di dichiarare i propri sentimenti a Matthew prima che sia troppo tardi: la ragazza però rinuncia quando vede il grande amore che Lavinia prova per lui e si convince ad accettare la proposta di Richard.
In seguito al suicidio di un tenente cieco che non voleva essere trasferito altrove per la riabilitazione, Sybil propone alla famiglia di trasformare Downton Abbey in un convalescenziario perché in ospedale non ci sono abbastanza posti letto, ma l'iniziativa incontra la ferma opposizione di Violet e, in misura minore, di Cora. Edith viene dispensata dal lavoro alla fattoria dopo che la signora Drake ha visto lei e il marito scambiarsi un bacio.
- Ascolti UK: telespettatori 11 770 000[7]
- Ascolti Italia: telespettatori 1 233 000 - share 4,94%[8]

## Episodio tre
- Titolo originale: Episode Three
- Diretto da: Andy Goddard
- Scritto da: Julian Fellowes

### Trama
1917. Mentre Downton Abbey viene trasformata in un convalescenziario, causando qualche attrito tra Isobel e Cora per la gestione della casa, Anna scopre che Bates lavora in un pub vicino: i due si incontrano e l'uomo le dice di avere le prove per accusare Vera di adulterio e chiedere finalmente il divorzio. Intanto Lady Violet, con l'intento di separare Lavinia da Matthew, decide di scoprire che cosa nasconde, dopo essere stata informata dalla figlia Rosamund di aver visto Richard Carlisle minacciare la ragazza: sospetta che sia stata Lavinia a rubare e poi vendere delle informazioni ai giornali su alcuni politici corrotti, dando vita allo scandalo Marconi. Pur ottenendo la conferma dalla stessa Lavinia, Mary decide di non fare nulla.
Branson viene riformato dall'esercito, circostanza che manda in fumo i suoi propositi di protesta contro l'esercito inglese che dovevano realizzarsi durante l'addestramento; decide dunque di rovesciare durante il pranzo un liquido puzzolente addosso a un importante generale in visita con Matthew al nuovo convalescenziario di Downton Abbey, ma viene fermato da Carson, Anna e la signorina Hughes. Anche William arriva a Downton Abbey quella sera stessa, l'ultima prima di partire per il fronte e Daisy accetta di sposarlo, pur non amandolo, spinta dalla signora Patmore. Il giorno seguente, dal momento che è profondamente traumatizzato dai ricordi del fronte, il signor Lang lascia la casa, con la promessa da parte di Carson di un posto disponibile ad aspettarlo o eventualmente un'ottima lettera di referenze.
- Ascolti UK: telespettatori 11 330 000[7]
- Ascolti Italia: telespettatori 1 090 000 - share 4,53%[9]

## Episodio quattro
- Titolo originale: Episode Four
- Diretto da: Brian Kelly
- Scritto da: Julian Fellowes

### Trama
1918. Le divergenze tra Cora e Isobel portano quest'ultima a lasciare Downton Abbey e trasferirsi in Francia: rimasti con poco da fare, Molesley propone a Carson di fare da valletto a Robert, mentre la signora Bird organizza una mensa a Crawley House per sfamare, una volta alla settimana, alcuni reduci di guerra. In questo compito la donna viene aiutata dalla signora Patmore e da Daisy, ma vengono scoperte dalla signorina O'Brien e da Lady Cora, che si uniscono a loro.
Mentre Branson rinnova i suoi sentimenti a Sybil e cerca di convincerla a scappare con lui, Mary comunica per lettera a Matthew la sua decisione di sposare Richard Carlisle; poco dopo lui e William, divenuto il suo attendente, spariscono durante un giro di pattuglia, causando molta preoccupazione a Downton Abbey. I due si presentano però al concerto per i convalescenti, raccontando di essere rimasti intrappolati dietro le linee tedesche per tre giorni.
Lord Grantham fa visita a Bates, dopo aver saputo che lavora al villaggio, e gli chiede scusa per il modo brusco in cui si sono lasciati, pregandolo di tornare; la domestica Ethel, sorpresa dalla signora Hughes a letto con il maggiore Bryant, viene licenziata, ma si presenta poco dopo in cerca di aiuto, avendo scoperto di essere incinta.
- Ascolti UK: telespettatori 11 300 000[7]
- Ascolti Italia: telespettatori 1 090 000 - share 4,53%[9]

## Episodio cinque
- Titolo originale: Episode Five
- Diretto da: Brian Kelly
- Scritto da: Julian Fellowes

### Trama
1918. Durante la battaglia di Amiens William e Matthew vengono feriti dall'esplosione di una granata e ricoverati a Downton Abbey. I polmoni di William sono seriamente danneggiati ed egli viene ricoverato in un ospedale. Lady Violet insiste con il Dr Clarkson affinché il ragazzo venga riportato a Downton Abbey, supportata da Lady Edith che si offre di assisterlo. Il Dr Clarkson rifiuta e Lady Violet, infuriata, si rivolge al marito di sua nipote, il Marchese di Flintshire, funzionario di corte, per chiedere, ed in seguito ottenere, che William venga curato a Downton Abbey. Tornato a Downton William si rende conto che sta per morire e chiede a Daisy di sposarlo. La ragazza, su insistenza della signora Patmore, accetta di sposarlo poche ore prima che muoia. Ancora una volta Lady Violet interviene per convincere Mr Travis, sacerdote locale, ad accettare di celebrare il matrimonio dei due giovani. Matthew scopre con orrore di aver subito una lesione alla spina dorsale e probabilmente non potrà camminare di nuovo né avere figli; non volendo rovinare la vita di Lavinia, rompe il fidanzamento.
Nel frattempo la signora Hughes aiuta segretamente Ethel e il suo bambino, portando loro qualche provvista, visto che il maggiore Bryant non vuole assumersi le sue responsabilità; a Downton Abbey viene assunta una nuova domestica, Jane, vedova di guerra con un figlio. Vera, informata del ritorno del marito a Downton, decide di rivelare comunque la storia di Mary e Kemal Pamuk nonostante Bates l'abbia pagata. Mary ne viene a conoscenza e confessa tutto a Richard Carlisle chiedendogli aiuto: l'uomo fa così firmare a Vera un contratto di esclusiva che vincola la sua parola pena la prigione, dopodiché pubblica sul giornale l'annuncio del suo fidanzamento con Mary senza dire nulla a quest'ultima.
- Ascolti UK: telespettatori 11 590 000[7]
- Ascolti Italia: telespettatori 1 167 000 - share 4,82%[10]

## Episodio sei
- Titolo originale: Episode Six
- Diretto da: Andy Goddard
- Scritto da: Julian Fellowes

### Trama
Novembre 1918. A Downton Abbey arriva un uomo gravemente ustionato che afferma di essere Patrick Crawley, l'erede della tenuta creduto morto durante l'affondamento del Titanic. Patrick conquista subito la fiducia di Edith, un tempo innamorata di lui, ma gli altri familiari sono scettici e, facendo qualche indagine tramite i suoi avvocati, Robert scopre che quell'uomo potrebbe essere in realtà un amico di Patrick di nome Peter Gordon. Nonostante Edith gli creda ancora e lo incoraggi a non arrendersi, l'uomo se ne va il giorno dopo lasciandole una lettera. Il signor Bates riceve una telefonata dal suo avvocato che lo informa che Vera ha rivelato al giudice di essere stata pagata da lui per concedergli il divorzio: l'ordinanza provvisoria è nulla e il matrimonio ancora valido.
Nel frattempo Sir Richard Carlisle decide di acquistare la vicina Haxby Park e chiede a Carson di trasferirsi lì a dirigere la servitù una volta che lui e Lady Mary si saranno sposati. Dopo averci pensato bene, e ascoltato prima i pareri di Lady Mary e Lord Grantham, l'uomo accetta. Lady Violet riesce a dissuadere Isobel dal suo proposito di mantenere Downton Abbey aperta come convalescenziario anche dopo la fine della guerra, spingendola ad occuparsi della questione dei rifugiati. Lady Grantham, informata dalla signora Hughes della situazione di Ethel, scopre che il maggiore Bryant è morto nella battaglia di Vittorio Veneto.
Pochi giorni dopo arriva la notizia della fine della guerra e mentre tutti festeggiano, Sir Richard, geloso delle attenzioni che Lady Mary dedica a Matthew, riporta Lavinia nella vita dell'uomo: quando Lady Mary gli chiede spiegazioni, Sir Richard la minaccia di non contraddirlo perché lei gli ha dato le armi per distruggerla. Bates riceve un telegramma che lo informa della morte della moglie.
- Ascolti UK: telespettatori 11 330 000[7]
- Ascolti Italia: telespettatori 1 167 000 - share 4,82%[10]

## Episodio sette
- Titolo originale: Episode Seven
- Diretto da: James Strong
- Scritto da: Julian Fellowes

### Trama
1919. Con la fine della guerra Downton Abbey torna ad essere una dimora privata; mentre Sir Richard offre ad Anna dei soldi per essere informato degli interessi e abitudini e spostamenti di Mary con la motivazione di volerla conoscere meglio e assicurarne la felicità, Matthew confida a Bates di avvertire un formicolio alle gambe: poco dopo, nel tentativo di salvare Lavinia da una caduta, riesce ad alzarsi in piedi. Il dottor Clarkson riformula la diagnosi: Matthew ha subito un semplice shock spinale e in breve guarirà. Felice per la notizia, Matthew annuncia che, non appena sarà in grado di camminare, celebrerà il matrimonio con Lavinia proprio a Downton, gettando nello sconforto Mary. Preoccupata per la nipote, Violet informa Matthew dei sentimenti che Mary prova ancora per lui e lo invita a riflettere bene per non rischiare di legarsi per tutta la vita alla donna sbagliata.
Intanto Carson decide di non trasferirsi a Haxby Park dopo aver saputo da Anna dell'offerta di Richard; Thomas si mette in affari nel mercato nero, ma viene truffato. Ethel, saputo dalla signora Hughes dell'arrivo dei genitori del maggiore Bryant, irrompe in sala da pranzo per presentare loro il piccolo Charlie, ma viene accusata di essere una bugiarda. Bates confida ad Anna che l'arsenico che ha ucciso Vera era stato comprato da lui tempo prima per i topi. Mentre Lord Grantham bacia Jane, Sybil accetta di sposare Branson e scappare con lui a Dublino, ma il tentativo di fuga viene scoperto da Mary che, insieme a Edith ed Anna, la convince a tornare a casa almeno per informare il resto della famiglia dei suoi propositi.
- Ascolti UK: telespettatori 12 260 000[7]
- Ascolti Italia: telespettatori 1 056 000 - share 4,59%[11]

## Episodio otto
- Titolo originale: Episode Eight
- Diretto da: James Strong
- Scritto da: Julian Fellowes

### Trama
Aprile 1919. Mancano tre giorni al matrimonio di Matthew e Lavinia, e Sybil, saputo che Branson ha ottenuto un lavoro come giornalista a Dublino, decide d'informare la famiglia della sua decisione di sposarlo, sconvolgendo i genitori. Matthew confida a Mary di sapere dei sentimenti che lei prova per lui e, dopo averle confessato che si sente obbligato a sposare Lavinia per come si è occupata di lui quando pensavano sarebbe rimasto invalido a vita, la bacia. Poco dopo, si scopre che Carson, Cora e Lavinia, che erano stati male, sono stati colpiti dall'influenza spagnola: la ragazza decide di rimandare il matrimonio a quando si sarà ripresa, ma muore a causa di un attacco improvviso; Cora, invece, pur essendo molto grave, riesce a guarire.
Intanto i coniugi Bryant offrono a Ethel di lasciare a loro il piccolo Charlie, uscendo per sempre dalla vita del piccolo, ma la donna rifiuta; Thomas torna a lavorare come cameriere a Downton Abbey; Jane, innamoratasi ricambiata di Robert, si licenzia per non turbare la serenità familiare dei Grantham, e Anna e Bates si sposano. Dopo il funerale di Lavinia, Matthew si allontana da Mary, dicendole che sono stati loro a ucciderla: Lavinia, infatti, aveva sentito quello che si erano detti e visto il loro bacio, e per questo, avendo il cuore spezzato, si era abbandonata alla malattia. Robert, fallito il tentativo di allontanare Branson dalla vita di Sybil offrendogli dei soldi, acconsente al loro matrimonio. Tornato dal cimitero insieme agli altri domestici, Bates viene arrestato per l'omicidio di Vera. 
- Ascolti UK: telespettatori 12 450 000[7]
- Ascolti Italia: telespettatori 1 056 000 - share 4,59%[11]

## Natale a Downton Abbey
- Titolo originale: Christmas at Downton Abbey
- Diretto da: James Strong
- Scritto da: Julian Fellowes

### Trama
Dicembre 1919. A Downton Abbey si festeggia il Natale ed Edith cerca di riconquistare Anthony Strallan, che prima della guerra la corteggiava, ma l'uomo si considera troppo vecchio per lei. L'ultimo dell'anno alla tenuta arriva, per la battuta di caccia al fagiano di Capodanno, Lord Hepworth, un corteggiatore di Rosamund, mentre una lettera di Sybil, sposatasi con Branson e ora residente a Dublino, annuncia la propria gravidanza. Dopo aver visto Mary e Matthew ridere insieme alla battuta di caccia, Richard, geloso, impone alla sua promessa sposa di decidere una data per le loro nozze; sia Matthew, sia Robert sono stupiti dalla ferma convinzione di Mary di sposare un uomo che detesta, e così Cora rivela al marito la vicenda di Kemal Pamuk.
Dopo le feste Robert, la signora Hughes e la signora O'Brien vengono convocati per deporre al processo di Bates, al quale partecipano anche Anna, Mary, Matthew e Isobel: Bates viene giudicato colpevole e condannato all'impiccagione, ma l'avvocato riesce a far commutare, in appello, la pena all'ergastolo. In seguito alla sentenza Thomas avanza l'ipotesi di poter diventare valletto, ma, saputo da Carson che il conte non si fida di lui, decide di far sparire il suo cane, Iside, per mettersi in buona luce recuperandolo. Mary, ormai decisa a lasciare Carlisle, accetta il consiglio del padre di trasferirsi in America dalla nonna materna quando lo scandalo della notte tra lei e Kemal Pamuk verrà pubblicato sui giornali, e, pur temendo il suo disprezzo, confessa l'accaduto a Matthew, che, inizialmente scosso dalla notizia, la perdona.
Dopo aver lasciato Carlisle, Mary partecipa al ballo della servitù, durante il quale, insieme ad Anna e Rosamund, sorprende Lord Hepworth in atteggiamenti intimi con la cameriera della zia, Marigold Shore. Poco dopo, Matthew le chiede di diventare sua moglie e la ragazza accetta.
- Ascolti UK: telespettatori 12 110 000[7]
- Ascolti Italia: telespettatori 1 062 000 - share 4,34%[12]